# Leśniczówka (Bolesław)
Leśniczówka – część wsi Bolesław w Polsce położona w województwie małopolskim, w powiecie olkuskim, w gminie Bolesław. Bolesław leży na pograniczu Zagłębia Dąbrowskiego i ziemi olkuskiej.
W latach 1975–1998 miejscowość należała administracyjnie do województwa katowickiego.